# Paulina Luisi
Paulina Luisi   (Colón, 22 de setembre de 1875 - Montevideo, 16 de juliol de 1950) va ser una metgessa, professora i activista feminista uruguaiana.

## Biografia
Paulina era filla de María Teresa Josefina Janicki (filla de polonesos exiliats a França) i d'Ángel Luisi Pisano (italià qui va portar a Amèrica les seves idees maçòniques de llibertat, igualtat i fraternitat). Acabats de casar, van arribar el 1872 a Entre Ríos (Argentina) i el 1878 a Paysandú (Uruguai). El 1887 es van instal·lar a Montevideo.
La família Luisi-Janicki van ser treballadors i educadors que es van desenvolupar en un ambient de resistència i rebel·lia, de pensament molt liberal per l'època. Totes les seves filles van estudiar magisteri i algunes d'elles van seguir carreres universitàries sent de les primeres dones professionals.
Paulina va ser la primera dona uruguaiana que va cursar estudis en la Facultat de Medicina d'Universitat de la República. Va començar la carrera el 1900 i es va graduar el 1908. Va obtenir el títol de Doctora en Medicina, sent a més ginecòloga, docent, promotora i lluitadora incansable dels drets de la dona, entre ells l'assoliment del vot femení el 1927. Les seves idees i el seu treball s'han propagat com a valors universals pels drets de la dona al món sencer.
La seva casa oficiava de consultori mèdic i en forma simultània, albergava la seu del Consell Nacional de Dones fundat per ella el 1916.
Va actuar a més en política, sent membre fundadora del Partit Socialista de l'Uruguai.